# 텃밭 (정치)
텃밭은 여러 선거에 걸쳐 특정 정당의 지지가 다른 정당을 압도하는 선거구 (지역구)를 일컫는 정치적 표현이다. 정당 뿐만 아니라 해당 선거구의 대표가 다선을 거치며 확고한 지지를 확보하였을 경우에도 쓰인다.
특정 선거구의 유권자 표심이나 정치적 성향이 확고하거나, 현직 대표의 인기가 공고하다면 해당 정당과 대표의 텃밭이 될 가능성이 높으며, 상대 정당이나 후보로 넘어갈 가능성이 거의 없는 것으로 여겨진다. 텃밭의 반대말인 경합지역은, 특히 양당제 국가에서, 선거 때마다 유권자의 표심이 갈리거나 주인이 바뀌는 선거구를 일컫는다.
'텃밭'이란 표현은 해당 선거구를 차지한 정당과 대표의 입장에서 실제 텃밭처럼 두고두고 가꿔 수확한다는 의미에서 쓰이는 말이다. 반대로 해당 선거구에 도전하는 정당과 대표의 입장에서는 차지하기 어려운 지역이란 뜻에서 험지 (險地)라는 표현이 사용된다. 영미권에서는 '보장된 의석'이란 의미에서 세이프 시트 (Safe seat)라 표현하며, 일본에서는 돌풍을 일으키지 못한다는 의미에서 무풍선거 (無風選挙)라 표현한다.

## 특징
텃밭과 경합지역 간의 기준은 명확하지 않으며 그 사이의 범위도 달라질 수 있다. 특히 아무리 많은 선거에서 승리해온 선거구라 하더라도 각 선거의 결과가 매번 접전승을 거두었다면 텃밭으로 불리지는 않으며, 반대로 특정 선거에서 다른 정당이나 후보가 차지하는 이변이 벌어지더라도 통상적인 지지가 견고한 경우라면 텃밭으로 여겨지는 경우가 있다.
세월이 흘러 유권자의 지지가 변화하면 텃밭 지역도 경합지역으로 변모할 수 있으며, 그 반대의 경우도 발생한다. 유권자의 지지에 영향을 끼치는 요인은 매우 다양하지만, 인기 있는 현역 대표가 불출마, 은퇴, 사망한 경우라면 그 의석을 차지하기 위한 경쟁이 심화되면서 경합지역으로 바뀌기도 한다. 또 선거법 위반이나 정치적 스캔들로 인해 당선자의 당선이 취소되거나 사퇴한 경우, 무공천이 결정된 경우도 일시적인 변화 요인으로 꼽힌다.
소선거구제를 채택한 국가에서 텃밭 지역구의 상대 정당·후보를 지지하는 유권자들은 실제 선거 결과에 미치는 영향력이 제한적이며 사표화될 가능성이 높다. 또 당선자로서는 지지자들의 요구에 더욱 맞춰주게 되므로 상대 지지자는 소외될 가능성이 높다. 이러한 현상은 민주주의의 원칙에 부합하지 않는 것으로 여겨지며 비례대표제에 의한 표심 반영의 주요 근거로 작용된다.
영국이나 일본처럼 의원내각제를 채택한 국가에서는 한 정당의 가장 뛰어나거나 영향력 있는 중진에게 돌아가는 선거구이다. 의원내각제 국가는 국회의원 선거의 결과에 따라 정부가 출범하고 또 당선된 중진들이 내각을 구성하는데, 선거 결과가 아무리 좋지 않더라도 텃밭에서만큼은 승리를 보장받을 가능성이 높으므로, 총리를 비롯한 장관직을 안전히 보장할 수 있도록 하는 조치이다. 내각에 참여할 예정인 출마자가 선거운동 시 소소한 지역 현안보다는 국가 정책에 더 몰입할 수 있도록 하는 효과도 존재한다.

## 나라별 현황

### 대한민국
대한민국의 보수 정당 (현 국민의힘)의 전통적인 텃밭으로 여겨지는 지역으로는 대구·경북 (TK)이 꼽힌다. 이 지역은 보수 정당의 분열이 벌어지더라도 민주당 등 야당이 아닌 보수정당 출신 무소속 후보가 당선되어 왔으며, 보수정당으로 복당하는 경우가 잦다. 민주화 이후 TK 지역에서 민주당계 정당 후보가 당선된 사례로는 2016년 대구 수성구 갑의 김부겸 더불어민주당 의원과 민주당 탈당파 출신인 대구 북구 을의 홍의락 의원이 있으며 제7회 전국동시지방선거에서 구미시장 선거에서 당선된 장세용 시장이 있다.
또다른 전통적인 보수 텃밭으로는 서울특별시 강남3구 (서초·강남·송파)로, 민주당 표심이 높거나 격전지가 주를 이루는 서울이지만, 강남3구 만큼은 서울의 대표 부촌으로서 가장 공고한 보수 표심을 유지하는 지역으로 알려져 있다. 이밖에 경기도 부촌 (성남 분당 갑 외)과 농촌 지역, 강원 지역도 경합지역을 포함하는 보수 텃밭으로 꼽힌다. 
과거 2000년대까지는 부산·울산·경남 (PK) 지역도 보수정당의 텃밭으로 꼽혔으나, 낙동강 벨트를 위시로 한 부산 서부·경남 동부 지역이 민주당 입성이 반복되는 경합지로 변모하게 되면서, 이 지역의 보수 텃밭은 경남 서부로 한정되었다.
민주당계 정당 (현 더불어민주당)의 전통적인 텃밭으로는 광주·전남·전북의 호남 지역이 꼽힌다. 호남 지역에서보수 정당 후보가 당선된 사례는 1996년 신한국당 강현욱 후보가 군산시 을 선거구에서 당선된 이후 한동안 나타나지 않다가 2014년 대한민국 재보궐선거에서 순천시·곡성군 선거구에 새누리당 후보로 출마한 이정현 후보가 당선되었으며 2016년 새누리당 후보로 출마해 당선된 순천시의 이정현 의원, 전북 전주시 을의 정운천 의원이 당선되었다.

### 미국
미국 하원 선거에서 민주당의 최대 텃밭으로 불리는 지역은 캘리포니아주로, 그 중에서도 켈리포니아 11구 (샌프란시스코시 일대)는 1949년 이래 민주당 의원만 당선되는 지역구로 집계된다. 
공화당의 최대 텃밭으로는 미국 테네시주 동부에 해당되는 테네시주 1구와 테네시주 2구가 꼽히며 1859년부터 공화당 의원만 당선되고 있다.

## 같이 보기
- 게리맨더링